# 孫子算経

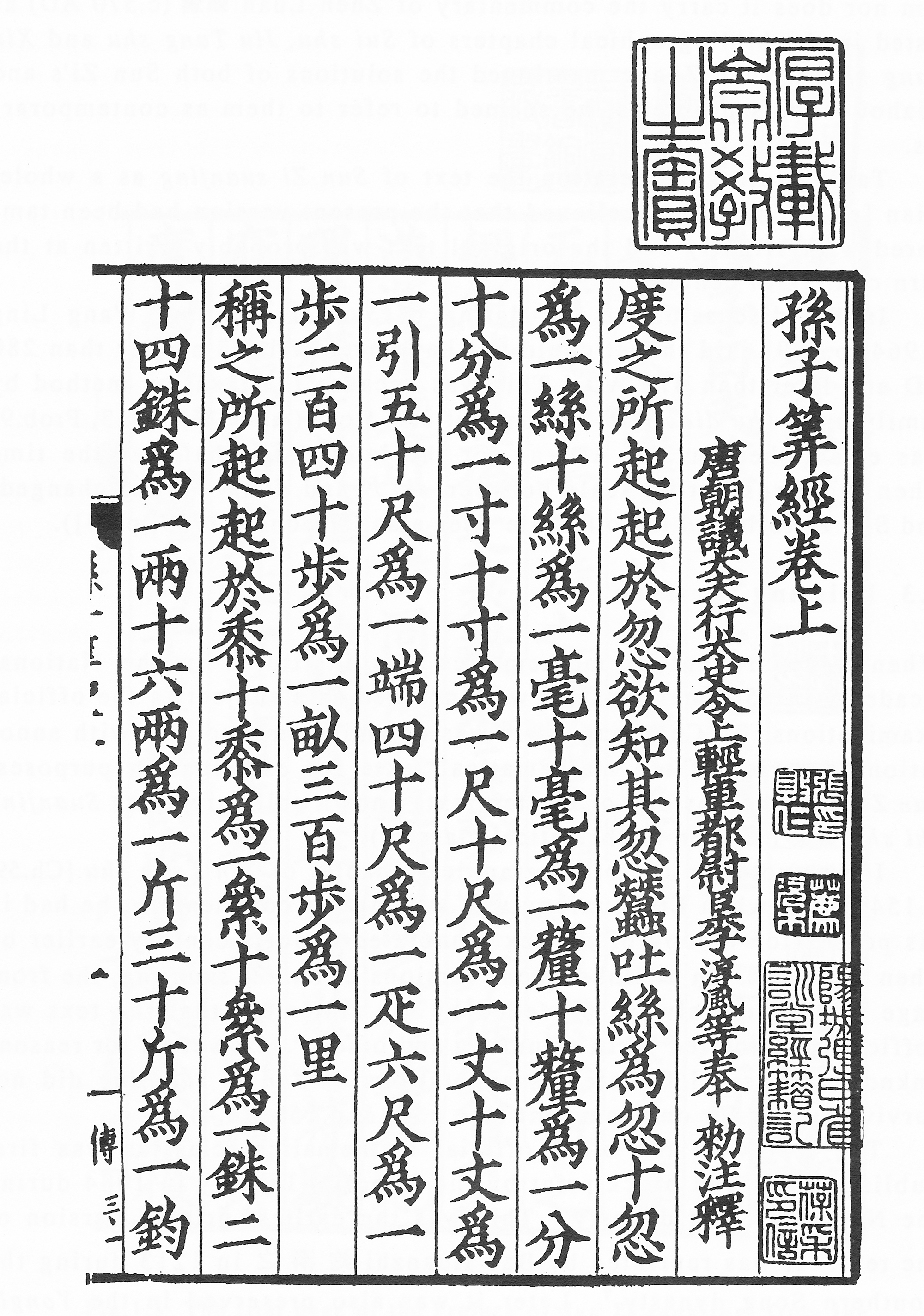
孫子算経の清代に作られた写本

『孫子算経』（そんしさんけい、簡体字: 孙子算经; 繁体字: 孫子算經; 拼音: Sunzi Suanjing）は、南北朝時代に書かれた算術書であり、唐代に編纂された算経十書の1つとなっている。著者の「孫子」について詳細はよくわかっていないが、兵法書の『孫子』を著したとされる孫武より時代は下る。

## 成立年代
『孫子算経』が著された正確な年代はわかっていないが、以下のように、内容から南北朝時代の成立と推定されている。
- 下巻の問33に「洛陽は長安から900里離れている」とあるが、「長安」という語が使われるようになったのが漢代である。
- 下巻の問3には「19路四方の盤」とあるが、19路の囲碁は3世紀中頃から見られる。
- 下巻で「1匹（注：長さの単位）で値段が18000の錦がある。丈・尺・寸当たりの値段はいくらか」という問があるが、孫子算経では473年に変更される前の長さの単位で計算を行っている。

## 内容

孫子による6561÷9の割り算

フワーリズミー (c. 780 – c. 850) による同じ計算

孫子の開平法

Kūshyār ibn Labbān (971–1029)による同じ計算

孫子算経は3巻から成っている。
上巻
上巻では、度量衡の単位と、算木の使い方（籌算）について詳しく論じられている。算木は春秋時代から使われ、算数書や九章算術にも現れてはいるが、算木を使った詳しい算法についてはそれらに残っていない。孫子算経では、「算木の置き方は、一は縦、十は横、百は立ち、千は倒れる」という置き方や、さらには四則演算をどのように進めていくかも、充分な具体例と共に記されている。
中巻
中巻では、算木で分数を扱っている。計算として加減乗除に加えて、開平法についても扱っている。
下巻
下巻では、問28でのちに中国剰余定理と呼ばれる算法について扱われているほか、問31にキジとウサギを数える「雉兎同籠」（日本では鶴亀算となった）がある。